# 4672 Takuboku
4672 Takuboku è un asteroide della fascia principale del diametro medio di circa 35,59 km. Scoperto nel 1988, presenta un'orbita caratterizzata da un semiasse maggiore pari a 3,1842817 UA e da un'eccentricità di 0,0545157, inclinata di 15,55814° rispetto all'eclittica.
L'asteroide è dedicato al poeta giapponese Takuboku Ishikawa.